# Kalliojärvi (sjö i Kuhmo, Kajanaland, 64,37 N, 29,3 Ö)
Kalliojärvi är en sjö i kommunen Kuhmo i landskapet Kajanaland i Finland. Sjön ligger 185,4 meter över havet. Den är 22 meter djup. Arean är 51 hektar och strandlinjen är 5,69 kilometer lång. Sjön  ingår i Uleälvens huvudavrinningsområde.   Den ligger omkring 76 kilometer öster om Kajana och omkring 520 kilometer norr om Helsingfors. 